# Augustus Wall Callcott

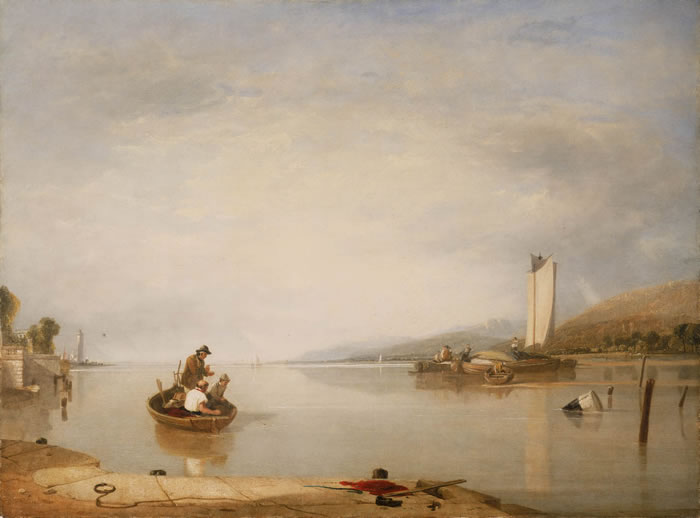
Dead Calm: Boats off Cowes Castle

Sir Augustus Wall Callcott RA (* 20. Februar 1779 in Kensington; † 25. November 1844 ebenda) war ein britischer Maler.
Callcott bildete sich nach Gaspard Poussin und Aelbert Jacobsz. Cuyp und führte nach diesen Vorbildern treffliche Landschaften und Seestücke aus. „Der Tower von der Wasserseite“ (1821) und eine „Ansicht von Trient“ (1831) machten Aufsehen; ebenso eine „holländische Küste, an welcher Fischerweiber mit einigen Männern stehen“.
Callcott wurde 1806 „Associate“ (A.R.A.) und 1810 zum Vollmitglied (Royal Academician) der Royal Academy of Arts in London gewählt, 1837 wurde er durch Königin Victoria zum Knight Bachelor geschlagen und übernahm 1843 in Nachfolge von Walter Seguier das Amt des Konservators der königlichen Gemäldesammlung (Surveyor of the Queen’s Pictures). Callcott war mit der Reiseschriftstellerin und Botanikerin Maria Callcott verheiratet. Er starb am 25. November 1844 in Kensington.

## Rezeption
Unter Callcotts Landschaften finden sich viele italienische, englische, belgische und deutsche Gegenden, alle mit charakteristischen Figuren. Besonders gut gelangen ihm Schleichhändler.
Auch in seinen Genrebildern äußern die Gestalten nirgends Affektiertheit, und die Handlung tritt klar hervor, wie er denn überhaupt in seinen Bildern nicht nach Effekt haschte. Die Färbung ist immer frisch und glänzend, denn Callcott liebte die Heiterkeit; daher der Zauber, den er in seinen Himmel und in den Silberton seiner Gewässer zu legen wusste.